# Simca 1000
Simca 1000 byla rodinným automobilem francouzské automobilky Simca. Vyráběla se v letech 1961 až 1978. Do té doby se stal nejprodávanějším vozem značky. Vůz se zúčastňoval i soutěží rallye.

## Popis

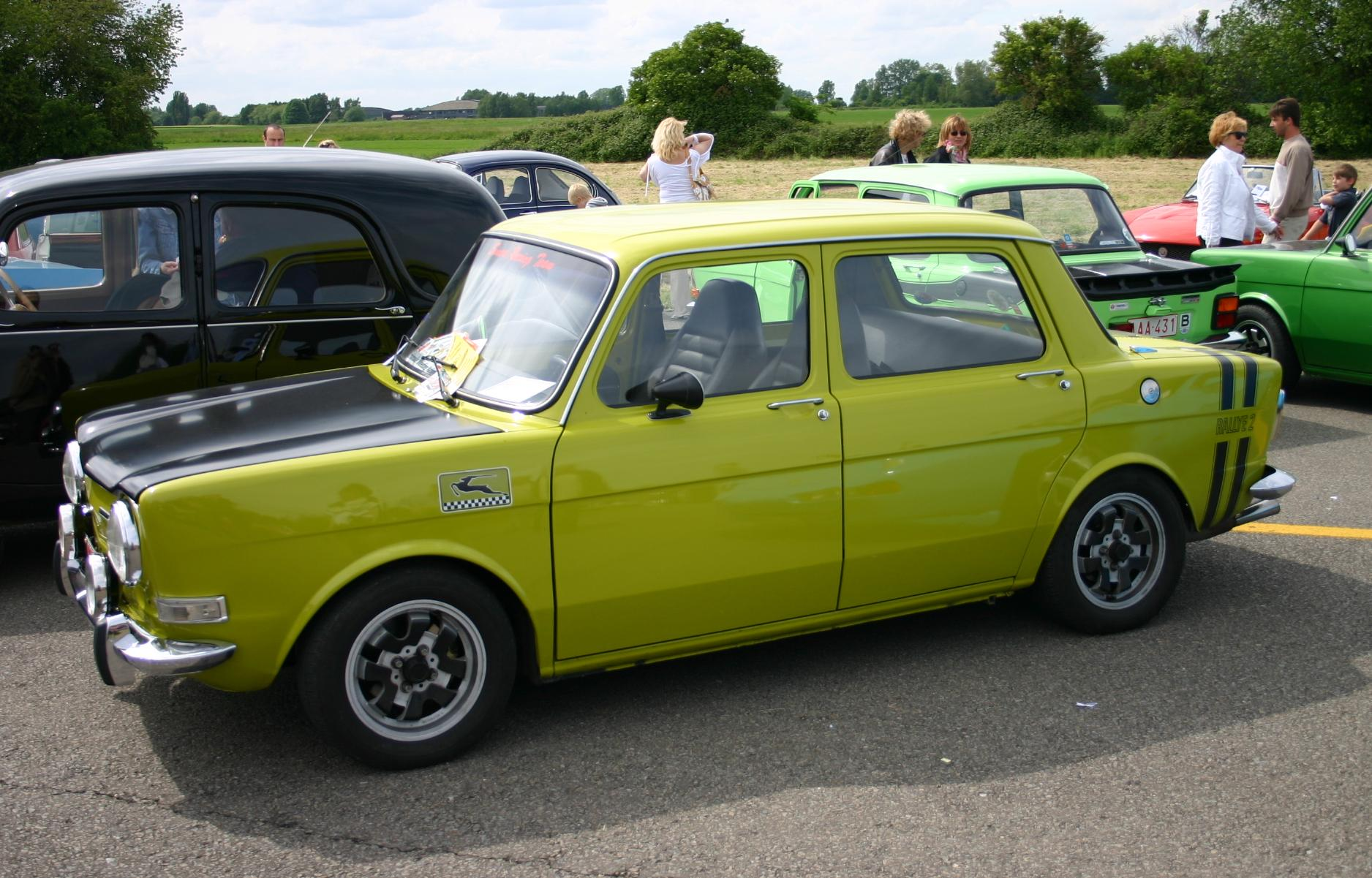
Simca 1000 Rallye

Simca 1000 byl čtyřdveřový sedan s čtyřválcovým motorem vzadu a pohonem zadních kol. Celkem bylo vyrobeno 1 642 091 kusů. Pro závody byla připravena verze 1000 Rallye. Design navrhl Mario Boano.

## Technická data
Použitá převodovka byla čtyřstupňová manuální. Objem nádrže byl 36,5 litru.

### Motory
- 0.8 L 315 ohv I4
- 0.9 L 315 ohv I4
- 1.1 L 315 ohv I4
- 1.3 L 315 ohv I4

### Rozměry
- Délka – 3785 mm
- Šířka – 1473 mm
- Výška – 1335 mm
- Rozvor – 2232 mm
- Váha – 730 kg

## Kupé

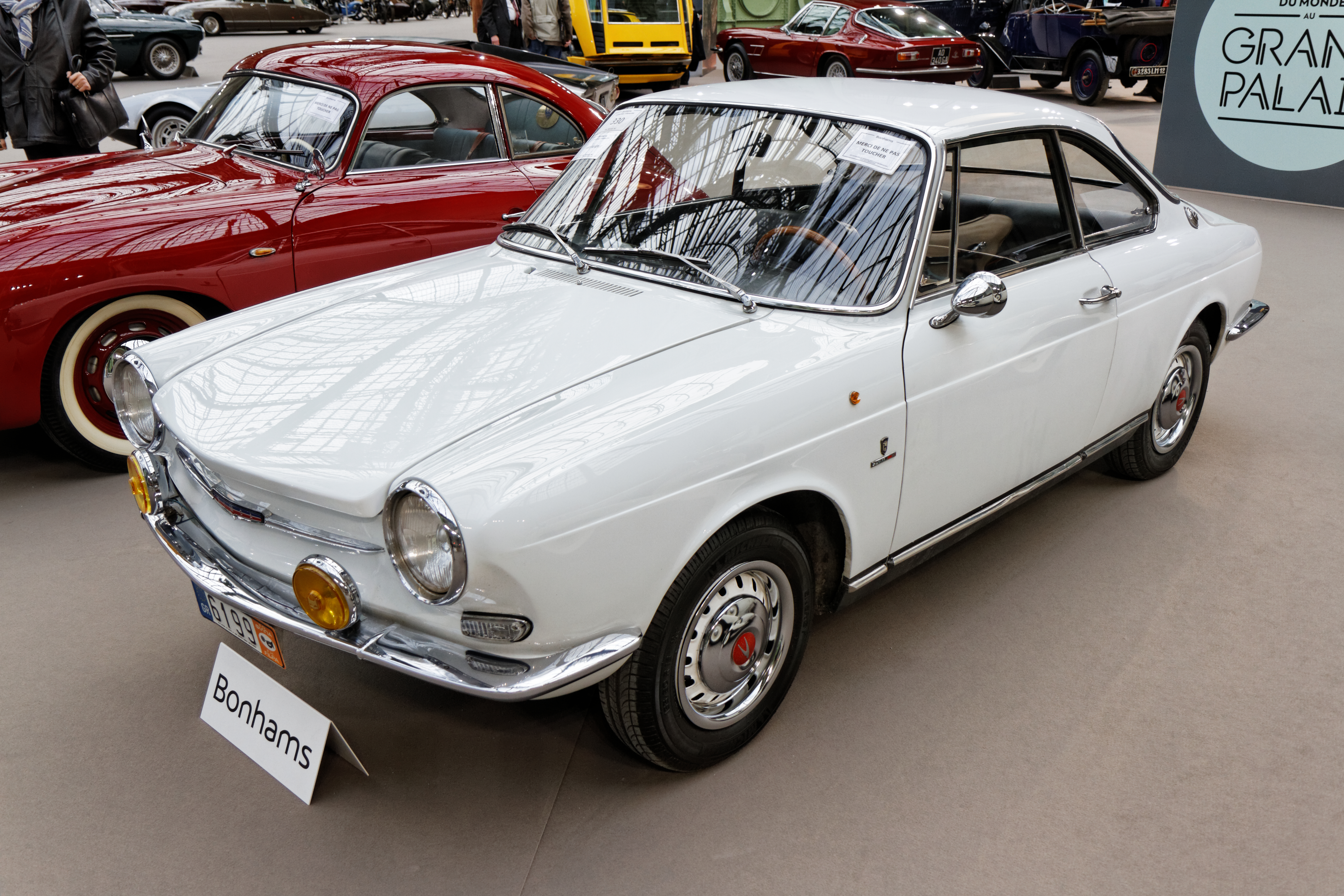
Simca 1000 Coupe

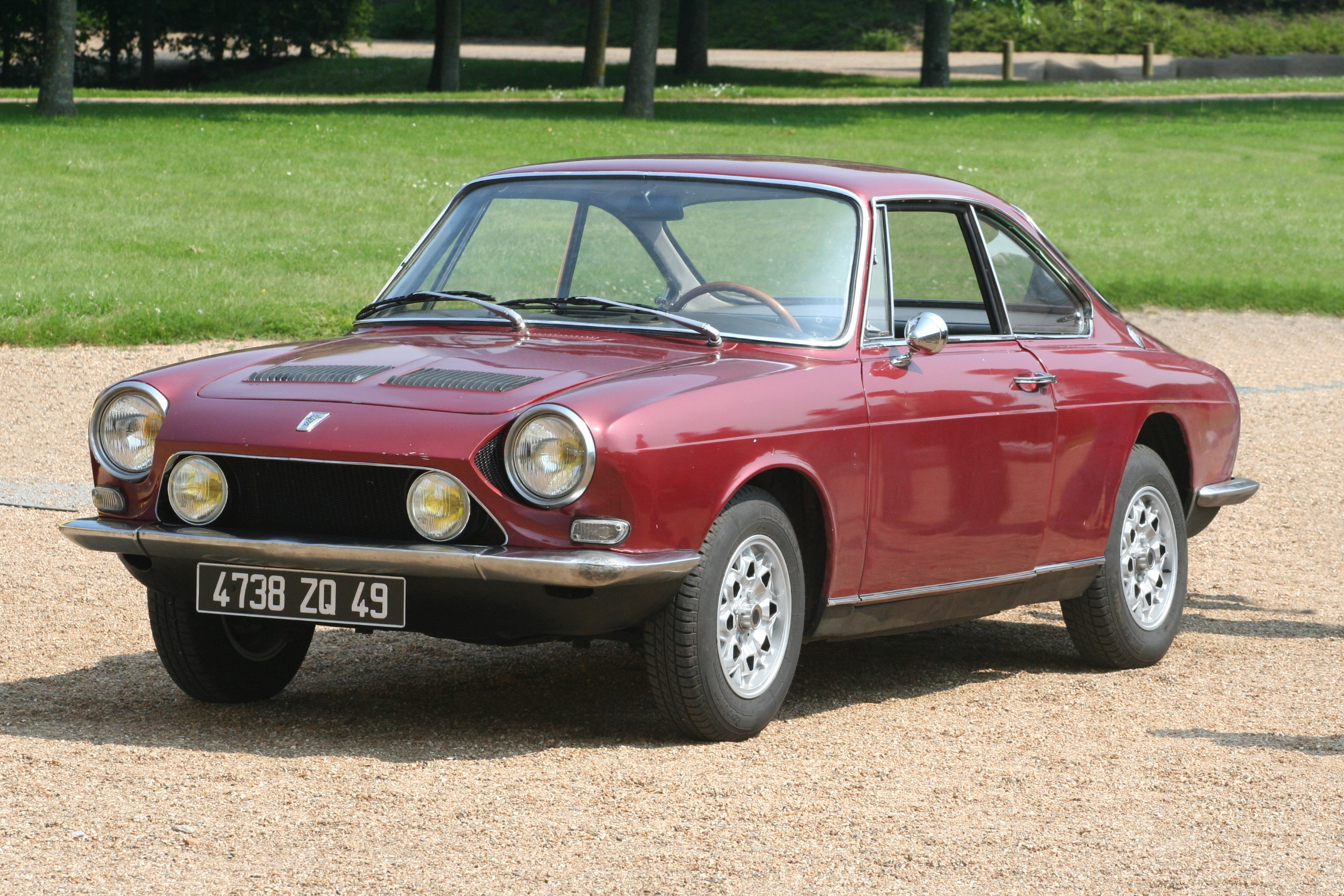
Simca 1200S Coupe

Kupé Simca 1000 Coupe navržené Giorgetto Giugiarem u Bertoneho používalo podvozek a mechanické skupiny sedanu Simca 1000. Vyrábělo se v letech 1963 až 1967, kdy ho nahradilo 1200S Coupe s chladičem přemístěným dopředu, které se vyrábělo do roku 1971. Jeho karoserie inspirovala kupé Škoda 110 R.

### Motory
- 0.9 L 315 ohv I4
- 1.2 L 315 ohv I4

### Rozměry
- Délka – 3997 mm
- Šířka – 1524 mm
- Výška – 1255 mm
- Rozvor – 2232 mm
- Váha – 891 kg